# Molson Indy Vancouver 1992
Molson Indy Vancouver 1992 var ett race som var den trettonde deltävlingen i PPG IndyCar World Series 1992. Racet kördes den 30 augusti på Vancouvers gator. Michael Andretti tog sin sista chans att hänga med i mästerskapskampen, och vann sin fjärde seger för säsongen. Efter att mästerskapsledaren Bobby Rahal kraschat såg Andrettis och Al Unser Jr.:s möjligheter att vinna mästerskapet betydligt mer realistiska ut.

## Slutresultat
| Plats | Förare             | Team                     | Grid | Kvaltid  |
| ----- | ------------------ | ------------------------ | ---- | -------- |
| 1     | Michael Andretti   | Newman/Haas Racing       | 1    | 54,513   |
| 2     | Al Unser Jr.       | Galles-Kraco Racing      | 5    | 55,567   |
| 3     | Stefan Johansson   | Bettenhausen Motorsports | 8    | 55,818   |
| 4     | Scott Pruett       | Truesports Co.           | 9    | 55,866   |
| 5     | Scott Goodyear     | Walker Racing            | 14   | 56,364   |
| 6     | Mario Andretti     | Newman/Haas Racing       | 4    | 55,367   |
| 7     | Danny Sullivan     | Galles-Kraco Racing      | 12   | 56,285   |
| 8     | Scott Brayton      | Dick Simon Racing        | 16   | 56,658   |
| 9     | Ted Prappas        | P.I.G. Racing            | 18   | 57,168   |
| 10    | Buddy Lazier       | Leader Cards Racing      | 19   | 58,089   |
| 11    | Raul Boesel        | Dick Simon Racing        | 11   | 56,089   |
| 12    | John Jones         | Arciero Racing           | 22   | 1.01,160 |
| 13    | Hiro Matsushita    | Dick Simon Racing        | 20   | 59,905   |
| 14    | Ross Bentley       | Dale Coyne Racing        | 21   | 1.01,090 |
| 15    | John Andretti      | Hall/VDS Racing          | 10   | 55,944   |
| 16    | Eddie Cheever      | Chip Ganassi Racing      | 6    | 55,582   |
| 17    | Robby Gordon       | Chip Ganassi Racing      | 7    | 55,784   |
| 18    | Jimmy Vasser       | Hayhoe-Cole Racing       | 17   | 56,875   |
| 19    | Emerson Fittipaldi | Marlboro Team Penske     | 2    | 54,913   |
| 20    | Vinicio Salmi      | Euromotorsport           | 23   | -        |
| 21    | Christian Danner   | Euromotorsport           | 15   | 56,522   |
| 22    | Bobby Rahal        | Rahal-Hogan Racing       | 3    | 55,312   |
| 23    | Paul Tracy         | Penske Racing            | 13   | 57,755   |